# Nassau Veterans Memorial Coliseum
Nassau Veterans Memorial Coliseum is een indoor-sportstadion gelegen in de Amerikaanse stad Uniondale, New York. Het stadion is de thuishaven van de ijshockeyclub de New York Islanders.
In het seizoen 2014-2015 startten de Islanders de gewoonte ongeveer de helft van hun thuismatches in het in 2012 nieuw gebouwde Barclays Center in Brooklyn, New York te spelen, en de andere helft in het Nassau Veterans Memorial Coliseum.

## Galerie

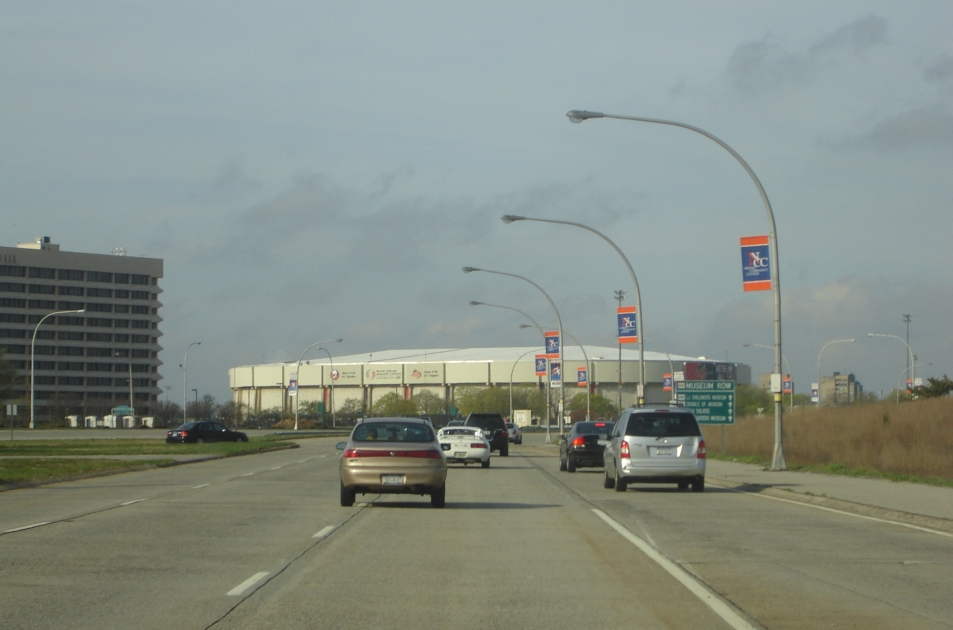
Vanaf de snelweg
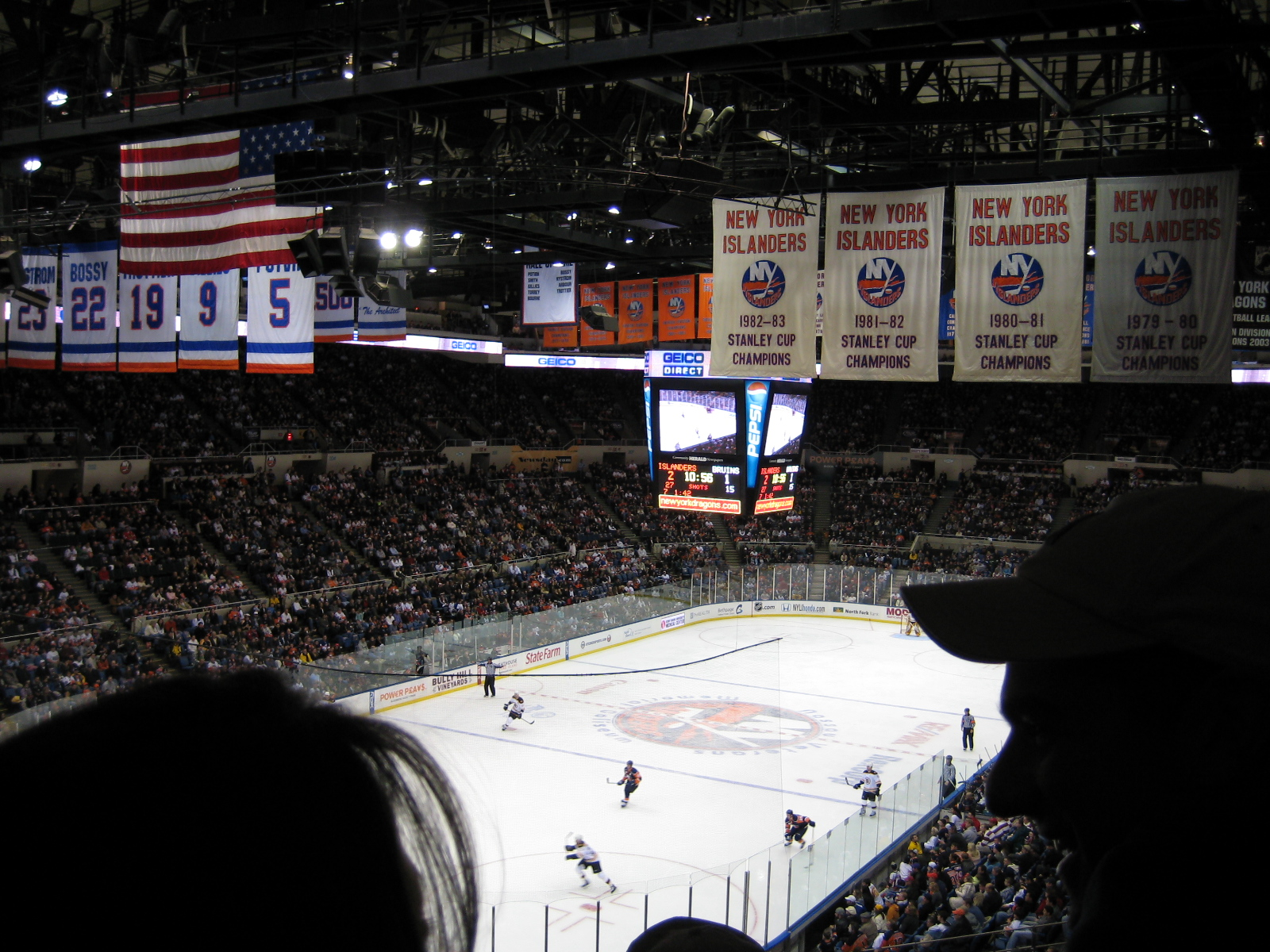
Binnenin de Arena
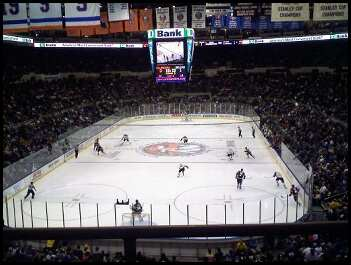
Tijdens een IJshockey wedstrijd
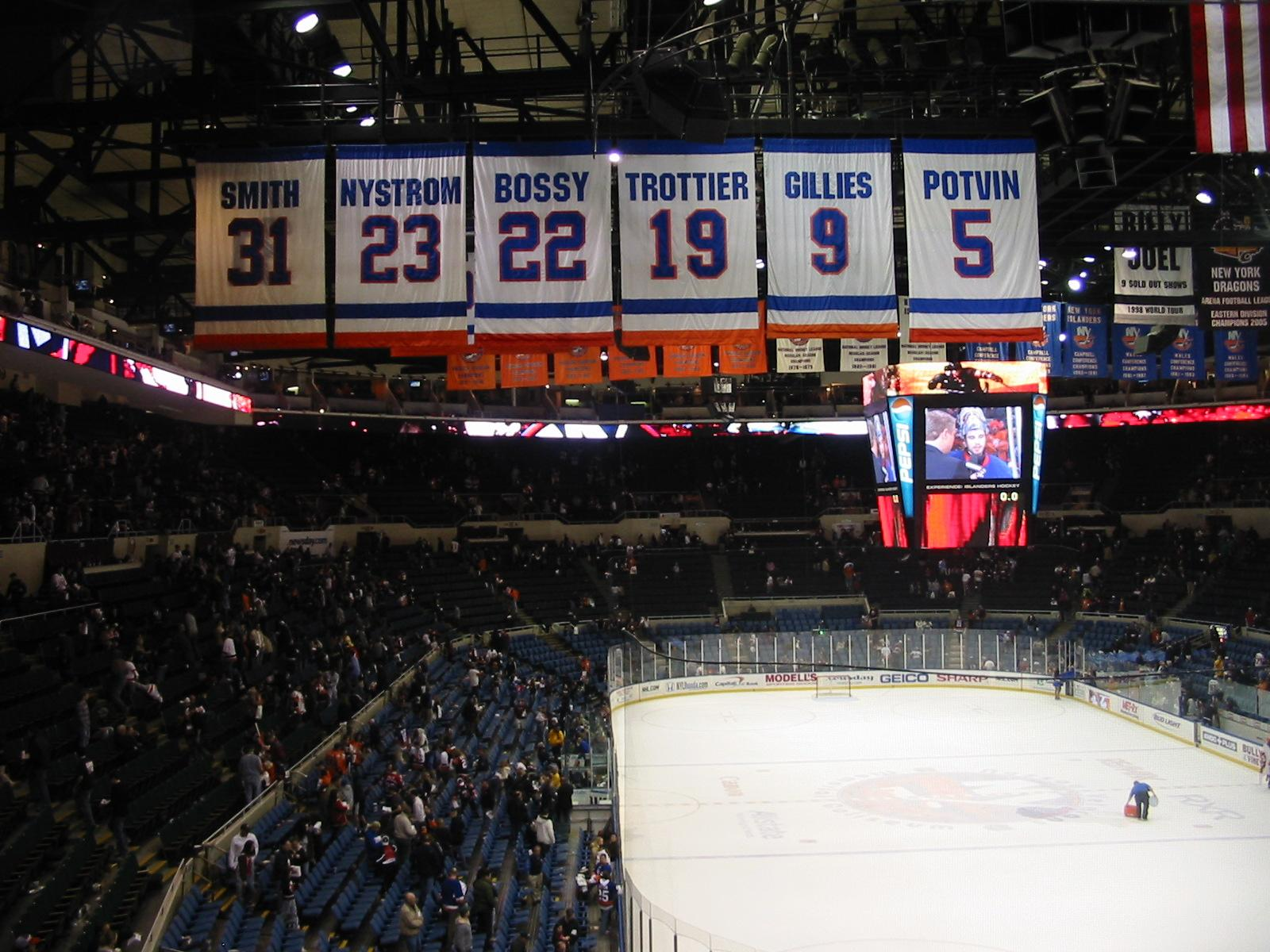
Vlagvertoon